# جزيرة الكنز (فلم 1988)
جزيرة الكنز (الروسية: Остров сокровищ) تلفظ:اوستروف سوكروفيتش (أو: Ostrov sokrovishch)، فيلم رسوم متحركة من إنتاج شركة كيفنوش فيلم الروسية سنة 1988 وهو مقتبس من كتاب جزيرة الكنز. من بطولة الممثل أرمين دزيجارخانيان ويوري ياكوفليف، تم إعادة إصداره في الولايات المتحدة سنة 1992، وقد قلص مدة الفيلم الأصلي إلى 72 دقيقة.

## المواقع الخارجية
- جزيرة الكنز على موقع IMDb (الإنجليزية)
- جزيرة الكنز على موقع ميوزك برينز (الإنجليزية)
- جزيرة الكنز على موقع ميوزك برينز (الإنجليزية)
- جزيرة الكنز على موقع ميوزك برينز (الإنجليزية)
- جزيرة الكنز على موقع فيلمافينيتي (الإسبانية)
- جزيرة الكنز على موقع قاعدة بيانات الأفلام السويدية (السويدية)
- جزيرة الكنز على موقع قاعدة بيانات الفيلم (الإنجليزية)
- جزيرة الكنز على موقع ليتربوكسد (الإنجليزية)
- جزيرة الكنز على موقع كينوبويسك (الروسية)
- Treasure Island at رسوم متحركة.آر يو  [لغات أخرى]‏